# ژیلت هایدن
ژیلت هایدن (۱۸۸۰–۱۹۲۹) یک دندانپزشک و پریودنتیست پیشگام در اوایل قرن بیستم بود. او بنیانگذار آکادمی پریودنتولوژی آمریکا بود و به عنوان اولین رئیس زن این سازمان در سال ۱۹۱۶ خدمت کرد.

## اوایل زندگی و تحصیلات
ژیلت هایدن در تاریخ ۲ مارس سال ۱۸۸۰ در گرین ویل فلوریدا در ایالات متحده آمریکا به دنیا آمد. خانواده او بعداً به کلمبوس، اوهایو نقل مکان کردند، جایی که او در دبیرستان کلمبوس تحصیل کرد و از آن جا فارغ‌التحصیل شد.
هایدن در سال ۱۹۰۲ از دانشگاه پزشکی اوهایو فارغ‌التحصیل شد، این دانشگاه بعدها به کالج دندانپزشکی دانشگاه ایالتی اوهایو تبدیل شد. او سومین زنی بود که از دانشگاه پزشکی اوهایو فارغ‌التحصیل می‌شد.

## حرفه
پس از فارغ‌التحصیلی از دانشگاه اوهایو در سال ۱۹۰۲، او تا سال ۱۹۰۳ به کار در دانشگاه نورث وسترن پرداخت که منجر به تخصص او در رشته پریودنتولوژی شد. پس از مدتی کار در کلمبوس، سپس به عنوان دستیار دندانپزشک به شهر درسدن در کشور آلمان رفت. او به مدت دو سال در آلمان مطالعه و تمرین کرد و روش‌ها و راه‌های درمان بیماری‌های پریودنتال را آموخت به آمریکایی‌ها معرفی کرد. در زمان بازگشت او به آمریکا در سال ۱۹۰۸، دکتر هایدن به‌طور انحصاری شروع به آموزش پریودنتولوژی کرد با این فلسفه که مراقبت و درمان لثه‌ها به اندازه مراقبت از دندان‌ها مهم است. دفتر او در خیابان ۲۸۹ ایالت شرقی واقع شده بود که توسط خواهرش فلورانس کنیون هایدن رکتور طراحی و ساخته شده بود.

### رهبری انجمن‌های دندانپزشکی
در سال ۱۹۱۴، او آکادمی پریودنتولوژی آمریکا را با همراهی دکتر گریس راجرز اسپالدینگ برای کمک به آموزش دندانپزشکان در مورد بیماری‌های پریودنتال و درمان این نوع از بیماری‌ها تأسیس کرد. در سال ۱۹۱۶، او رئیس انجمن شد و تا زمان مرگ تقریباً به‌طور مداوم در شورای اجرایی این انجمن خدمت کرد.
دکتر هایدن به عنوان سومین رئیس انجمن زنان دندانپزشک آمریکا نیز خدمت کرد. انجمن "AAWD" صندوق یادبود ژیلت هایدن را برای کمک به دانشجویان زن آینده‌دار دندانپزشک، تأسیس کرده است. او همچنین در سال ۱۹۲۴ به عنوان رئیس فدراسیون زنان دندانپزشک آمریکای خدمت کرد.

### مجله پریودنتولوژی
مجله پریودنتولوژی، مجله‌ای است که فعالیت آن به واسطه دکتر هایدن در رابطه با پریودنتولوژی آغاز شد. نسخه ژوئیه ۱۹۳۳ این مجله دربارهٔ دکتر هایدن این چنین نوشته است:
این نسخه عاشقانه به یاد دکتر ژیلت هایدن تقدیم نگارش می‌شود.
فداکاری فداکارانه و تلاش‌های خستگی ناپذیر ژیلت هایدن در جهت پریودنتیال و گسترش آکادمی پریودنتولوژی آمریکا، الهام بخش همکاران نزدیک او بوده است. هدف‌های او تنها با ادامه دادن کاری که او زندگی خود را برای آن صرف کرده است، به نتیجه خواهد رسید.

## فعالیت‌ها برای کسب حق رأی
دکتر هایدن علاوه بر دستاوردهایش در زمینه دندانپزشکی، یک زندگی سیاسی فعال نیز داشت و به عنوان یک مطالبه‌گر حق رأی زنان، فعالیت‌های بسیاری را انجام می‌داد. او به حزب ملی زنان وابسته بود. دکتر هایدن از سال ۱۹۲۴ تا ۱۹۲۵ رئیس ملی «آلتروسا اینترنشنال» بود.

## زندگی شخصی
خواهر او، فلورانس کنیون هایدن رکتور، اولین معمار زن دارای مجوز در ایالت اوهایو بود و همچنین در دانشگاه ایالتی اوهایو تحصیل کرده بود. دفتر دکتر هایدن در خیابان ۲۸۹ ایالت شرقی، در ساختمان رکتور، توسط خواهرش طراحی شده بود. پدربزرگ دکتر هایدن، دکتر هوراس اچ. هایدن، یک دندانپزشک مشهور در اوایل قرن نوزدهم بود. در سال ۱۸۴۰، دکتر هوراس اچ. هایدن یکی از دو بنیانگذار اولین کالج دندانپزشکی مجاز در جهان یعنی دانشکده جراحی دندان بالتیمور بود که اکنون به عنوان کالج دندانپزشکی دانشگاه مریلند شناخته می‌شود.

## مرگ و میراث
هایدن در سال ۱۹۲۹ در کلمبوس در سن ۴۹ سالگی پس از یک عمل جراحی در خانه‌اش درگذشت. انجمن AAWD صندوق یادبود ژیلت هایدن را در سال ۱۹۳۰ برای کمک و حمایت از زنان دندانپزشک تأسیس کرد.